# Папохищение
«Папохище́ние» (англ. Dadnapped) — американский молодёжный фильм, выпущенный студией Walt Disney Pictures в 2009 году.

## Сюжет
Мелисса — дочь известного писателя Нила Морриса, автора книг о супергерое Триппе Зуме (англ. Tripp Zoom). Она ненавидит героя книг отца, считая, что он отбирает у неё семью. Она говорит с ним, как с живым человеком. Мелисса решает провести каникулы вместе с отцом, но вместо этого они приезжают в маленький город Меркьюри, где проходит презентация и конкурс по книгам Нила Морриса (англ. Zoom-enough Contest). В этот же день Нила похищает троица фанатов-подростков: Уиз, Андро и Шелдон, мечтающих выиграть конкурс и использующих для этого ловушки, описанные в книгах Нила. Теперь Мелисса должна открыть в самой себе качества супергероя, чтобы спасти отца. Она следует за ними. Но стоит ей найти отца, как её и его похищают двое преступников, желающих получить от Морриса новую книгу и дорого продать её как «последнюю книгу Нила Морриса». Теперь уже Уиз вместе с друзьями преследует похитителей, желая спасти Мелиссу и её отца. Уиз собирает вместе фанатов книг Морриса и организует операцию по спасению.

## В ролях
- Эмили Осмент — Мелисса Моррис
- Дэвид Генри — Уиз
- Мойзес Ариас — Андре
- Дэнзел Уитакер — Шел
- Джейсон Эрлз — Мерв, владелец отеля
- Джонатан Кельтц — Трипп Зум
- Фил Льюис — Морис
- Чарльз Халфорд — Сканк
- Джордж Ньюберн — Нил Моррис

## Интересные факты
- Саундтрек к фильму — «Hero in me» Emily Osment
- Эмили Осмент, Мойзес Ариас и Джейсон Эрлз также снимаются вместе в молодёжном диснеевском телесериале «Ханна Монтана»
- Дэвид Генри также исполняет главную роль в диснеевском сериале «Волшебники из Вэйверли Плэйс»
- Фил Льюис исполняет главную роль в диснеевских сериалах «Всё тип-топ, или Жизнь Зака и Коди» и «Всё тип-топ, или жизнь на борту»
- В заключительной сцене на холме наподобие надписи «HOLLYWOOD» на холме написано «MERCURY»